# Tatsuyuki Tomiyama
Tatsuyuki Tomiyama (冨山 達行 Tomiyama Tatsuyuki?), född 27 augusti 1982 i Chiba prefektur, är en japansk före detta fotbollsspelare.
Tomiyama började sin karriär 2005 i Shonan Bellmare. 2008 flyttade han till Gainare Tottori. Han avslutade karriären 2011.